# نیل امبلن
نیل امبلن (انگلیسی: Neil Emblen؛ زادهٔ ۱۹ ژوئن ۱۹۷۱) بازیکن فوتبال اهل بریتانیا است.
از باشگاه‌هایی که در آن بازی کرده‌است می‌توان به باشگاه فوتبال کریستال پالاس، باشگاه فوتبال ویتاکر یونایتد، باشگاه فوتبال تونبریج آنجلز، باشگاه فوتبال ولورهمپتون واندررز، باشگاه فوتبال سیتینگبورو، باشگاه فوتبال نوریچ سیتی، باشگاه فوتبال میلوال، و باشگاه فوتبال والسال اشاره کرد.